# Félix Pacho Reyero
Félix Pacho Reyero (n. Calzadilla de los Hermanillos, León; 12 de enero de 1932 - f. Madrid; 27 de abril de 2016) fue un periodista español.
Trabajó en Diario de León, El Correo Español-El Pueblo Vasco, y Las Provincias de Alicante. También fue redactor-jefe y director adjunto del periódico Informaciones de Madrid, corresponsal de la Agencia Efe en Centroamérica, director de la Agencia Centroamericana de Noticias (1979) y primer director de La Crónica de León (1986).

## Biografía
Nacido en Calzadilla de los Hermanillos, se formó como periodista en la Escuela Oficial de Periodismo de Madrid, donde compartió aulas con Jesús Hermida, Tico Medina, Miguel Ángel Gozalo o Pura Ramos.
Su etapa profesional comenzó en el Diario de León y continuó en El Correo Español-El Pueblo Vasco y Las Provincias de Alicante.
Llegó a Informaciones llamado por su entonces director Miguel Ángel Gozalo y ocupó los puestos de redactor-jefe y director adjunto del periódico
En la Agencia EFE fue director-gerente del servicio para Centroamérica (Acan-Efe) a finales de los 70 y principios de los 80, una etapa muy convulsa en la que cubrió la revolución sandinista y el asesinato del arzobispo salvadoreño Óscar Romero, y posteriormente director de Información gráfica.
Fue el primer director de La Crónica de León, desde el 1 de marzo al 2 de abril de 1986.
Tras abandonar La Crónica de León volvió a la Agencia Efe como secretario general hasta su jubilación.
Entre otros premios recibió el premio Francisco de Cossío de Castilla y León en 1990.
Autores como Julio Llamazares o Ernesto Escapa consideran que Félix Pacho inspiró a Marcos Parra, Marquitos, el protagonista de la novela Las estaciones provinciales de Luis Mateo Díez
Félix Pacho era un gran conocedor del Quijote, sobre el que dio numerosas conferencias.

## Libros
- Viaje a la Gastronomía Leonesa. Editorial Nebrija, S.A, León, 1978
- Del buen yantar en ruta jacobea: gastronomía Camino Santiago. Ámbito Ediciones, S.A, 1993
- La dimensión periodística de Antonio González de Lama. Instituto Leonés de Cultura, León, 2006
- Victoriano Crémer : el periodista. Fundación Instituto Castellano Leonés de la Lengua, 2009
- El botafumeiro de Compostela : historia, tradición y actualidad. Puente de Letras Editores, 2010
- Huellas agustinianas en el Camino de Santiago: y otros temas jacobeos. Editorial Agustiniana, 2010
- Cualquier tiempo pasado: los últimos artículos publicados en "La Nueva Crónica". Los Libros de La Nueva Crónica, León, 2016